# Cingilia catenarius
Cingilia catenarius là một loài bướm đêm trong họ Geometridae.